# Diplosoma redika
Diplosoma redika är en sjöpungsart som beskrevs av Monniot 1994. Diplosoma redika ingår i släktet Diplosoma och familjen Didemnidae. Inga underarter finns listade i Catalogue of Life.